# Bosmont-sur-Serre
Bosmont-sur-Serre és un municipi francès situat al departament de l'Aisne i a la regió dels Alts de França. L'any 2007 tenia 203 habitants.

## Demografia

### Població
El 2007 la població de fet de Bosmont-sur-Serre era de 203 persones. Hi havia 76 famílies de les quals 20 eren unipersonals (8 homes vivint sols i 12 dones vivint soles), 24 parelles sense fills i 32 parelles amb fills.
La població ha evolucionat segons el següent gràfic:
Habitants censats

### Habitatges
El 2007 hi havia 89 habitatges, 79 eren l'habitatge principal de la família, 4 eren segones residències i 6 estaven desocupats. 85 eren cases i 3 eren apartaments. Dels 79 habitatges principals, 63 estaven ocupats pels seus propietaris, 15 estaven llogats i ocupats pels llogaters i 1 estava cedit a títol gratuït; 1 tenia una cambra, 1 en tenia dues, 20 en tenien tres, 19 en tenien quatre i 39 en tenien cinc o més. 53 habitatges disposaven pel capbaix d'una plaça de pàrquing. A 38 habitatges hi havia un automòbil i a 26 n'hi havia dos o més.

### Piràmide de població
La piràmide de població per edats i sexe el 2009 era:
| Homes | Edats   | Dones |
| ----- | ------- | ----- |
| 0     | 95 o +  | 0     |
| 0     | 90 a 94 | 0     |
| 0     | 85 a 89 | 0     |
| 4     | 80 a 84 | 0     |
| 4     | 75 a 79 | 0     |
| 8     | 70 a 74 | 8     |
| 8     | 65 a 69 | 12    |
| 4     | 60 a 64 | 4     |
| 0     | 55 a 59 | 0     |
| 4     | 50 a 54 | 8     |
| 8     | 45 a 49 | 8     |
| 4     | 40 a 44 | 4     |
| 8     | 35 a 39 | 4     |
| 4     | 30 a 34 | 8     |
| 8     | 25 a 29 | 8     |
| 4     | 20 a 24 | 0     |
| 4     | 15 a 19 | 4     |
| 8     | 10 a 14 | 12    |
| 8     | 5 a 9   | 4     |
| 4     | 0 a 4   | 4     |

## Economia
El 2007 la població en edat de treballar era de 120 persones, 83 eren actives i 37 eren inactives. De les 83 persones actives 71 estaven ocupades (40 homes i 31 dones) i 12 estaven aturades (6 homes i 6 dones). De les 37 persones inactives 10 estaven jubilades, 4 estaven estudiant i 23 estaven classificades com a «altres inactius».

### Ingressos
El 2009 a Bosmont-sur-Serre hi havia 73 unitats fiscals que integraven 167 persones, la mediana anual d'ingressos fiscals per persona era de 16.922 €.

### Activitats econòmiques
Dels 3 establiments que hi havia el 2007, 1 era d'una empresa extractiva, 1 d'una empresa de construcció i 1 d'una empresa de serveis.
L'únic servei als particulars que hi havia el 2009 era un paleta.
L'any 2000 a Bosmont-sur-Serre hi havia 8 explotacions agrícoles que ocupaven un total de 1.096 hectàrees.

## Equipaments sanitaris i escolars
El 2009 hi havia una escola maternal integrada dins d'un grup escolar amb les comunes properes formant una escola dispersa.

## Poblacions més properes
El següent diagrama mostra les poblacions més properes.